# يو هو مينغ
يو هو مينغ (بالصينية: 姚浩明) (1 مايو 1995 بهونغ كونغ في الصين - ) هو مدرب كرة قدم ولاعب كرة قدم صيني في مركز الدفاع.

## وصلات خارجية
- يو هو مينغ على موقع قاعدة بيانات كرة القدم.إي يو (الإنجليزية)
- يو هو مينغ على موقع Soccerway.com (الإنجليزية)